# Institut Mines-Télécom
Institut Mines-Telecom (IMT) è un'università francese, grande école d'Ingegneria situata a Parigi nel campus dell'Università Parigi-Saclay.
È membro dell'Istituto europeo per le norme di telecomunicazione (ETSI).

## Didattica
Si possono raggiungere i seguenti diplomi: 
- ingénieur IMT (IMT Graduate ingegnere Master)
- laurea magistrale, master ricerca & doctorat (PhD studi di dottorato)
- laurea specialistica, master specializzati (Mastère MS Spécialisé)
- Executive MBA
- MOOC[3].

## Centri di ricerca
La ricerca alla Institut Mines-Télécom è organizzata attorno a 5 poli tematici
- Digitale
- Energia
- Risorse naturali e ambiente
- Materiali avanzati
- Economia, affari e società[4].